# 飲酒二十首 其五
『飲酒二十首 其五』（いんしゅにじっしゅ そのご）は、東晋の詩人・陶淵明が詠んだ五言古詩。陶淵明の詩では最もよく知られたものであり、「菊を採る東籬の下、悠然として南山を見る」という一節が特に著名である。

## 本文
| 飲酒二十首 其五 | 飲酒二十首 其五                                                   | 飲酒二十首 其五                                        |
| --------------- | ----------------------------------------------------------------- | ------------------------------------------------------ |
| 結廬在人境      | 廬を結びて人境に在り いおりをむすびてじんきょうにあり             | 粗末な家を作って、人里の中にいる。                     |
| 而無車馬喧      | 而も車馬の喧しき無し しかもしゃばのかまびすしきなし               | しかし車や馬のやかましさがない。                       |
| 問君何能爾      | 君に問う 何ぞ能く爾るやと きみにとう なんぞよくしかるやと         | 君に聞くが、どうしてそうしていることが出来るのか、と。 |
| 心遠地自偏      | 心遠ければ 地自ずから偏なり こころとおければ ちおのずからへんなり | 心が人里から遠く離れて、地が自然と辺鄙であるからだ。   |
| 采菊東籬下      | 菊を採る 東籬の下 きくをとる とうりのもと                         | 菊の花を東の籬（まがき）のほとりで取り、               |
| 悠然見南山      | 悠然として 南山を見る ゆうぜんとして なんざんをみる               | 悠然として南の山を見る。                               |
| 山氣日夕佳      | 山気 日夕に佳く さんき にっせきによく                             | 山の気配は夕暮れで美しく、                             |
| 飛鳥相與還      | 飛鳥 相与に還る ひちょう あいともにかえる                         | 鳥が連れ立ってねじろへ帰って行く。                     |
| 此中有真意      | 此の中に真意有り このなかにしんいあり                             | この中に人生の真意がある。                             |
| 欲辯已忘言      | 弁ぜんと欲して已に言を忘る べんぜんとほっしてすでにげんをわする   | 説明しようとすると、もはや言葉を忘れてしまう。         |

「喧」「偏」「山」「還」「言」で押韻する。

## 解釈
『飲酒』と題しているが酒が主題ではない。隠遁して田園生活を送る陶淵明が酒に酔って陶然としながら己が心境を徒然に綴った二十首のうちの一つであり、晩秋の夕暮れの情景を交えながら、「孤高の隠者」と慕われた陶淵明の達観した境地を詠んでいる。
第一句
- 「廬」 - 粗末な家[9]。
- 「人境」 - 山林ではない、人里や農村[10]。ひろく人間世界[6]。

第二句
- 「車馬」 - 貴人が来訪する車や馬、いわゆる俗人の来訪[10]。陶淵明の詩名は隠遁後いよいよ高まって面会を望む知識人も少なくなかったが、陶淵明はそうした交際を好まなかったという[5]。

第三句
- 「君」 - 陶淵明自身を指し、いわゆる自問自答とみるのが通説である[11][10]。
- 「爾」 - 「然」と同じで、「そのようである」といった意味[10]。

第四句
- 「心遠」 - 心が世俗の人から遠く離れているということ[12]。
- 「偏」 - 片寄ること。『帰園田居』に「開荒南野際」（荒を開く 南野の際）という一節があるところからして、陶淵明の家は柴桑の村でも南の外れにあったようである[13]。

第五句
- 「采」 - 選び取ること[13]。
- 「菊」 - 当時、菊は漢方薬として花びらを食べたり酒に浮かべて飲んだりし（いわゆる菊花酒[14]）、それにより長寿を得られると信じられていた[15]。
- 「東」 - 西を精神的な聖なる世界の象徴とするならば、東の垣根は肉体的な俗世との境界と解することもできる[16]。
- 「籬」 - 柴や竹を粗く編んだ垣根、ませがき[17]。
- 「下」 - ほとり、そば[6]。

第六句
- 「悠然」 - 心や態度のゆったりした様子とするのが一般的な解釈だが、「南山」にかけて「悠然とした南山」[11]、「遥かなる南山」[18]とする解釈もある。「時時」とするテキストもある[10]。
- 「見」 - ここを「見」とするか「望」とするかには議論がある[3]。「見」は見るともなく目に入ること[10]、「望」は意識的に見ること[11]というニュアンスを持つ。古く『文選』や『芸文類聚』では「望」となっていたが[7]、北宋の蘇軾（蘇東坡）は『東坡題跋』巻二の「淵明飲酒詩の後に題す」で「菊を採ろうとしていて南山が目に入ったのであって、詩を作る際の状況と詩人の思いとがぴったり合っていて、この句が詩の中で最もすぐれている。ところが近年、巷間に流布しているテキストはみな「南山を望む」にしていて、これでは詩全体の精神がすっかり萎えてしまう（一語を改むれば一篇の神気索然たり[10]）」と主張し[19]、弟子の晁補之もそれを敷衍して「望」では意識的に山を見たことになり悠然とした趣にそぐわないとした[20]。唐宋八大家の大詩人がこう主張したことにより、南宋以降の詩人や評論家で「望」を主張する者は殆どみられなくなり[21]、「見」とするのが定説となった[2]。
- 「南山」 - 柴桑の南にある廬山[22]。『詩経』（小雅・天保）に「南山は寿の如く、騫（か）けず崩れず」とあるとおり[† 1]、「南の山」は長寿の象徴でもある[23]。

第七句
- 「山気」 - 山に起こる霧、もや[10]。嵐気ともいう[9]。
- 「日夕」 - 夕暮れ[13]。

第八句
- 「飛鳥」 - 陶淵明は他の詩でも「飛ぶ鳥」「帰る鳥」を好んでモチーフに用いた[24]。
- 「相與」 - 連れだって[6]。

第九句
- 「此中」 - 第五句から第八句で描写した情景[9]、あるいは前句のねぐらに帰る鳥[25]、あるいは杯の中の酒[26]を指す。「中」を「間」とするテキストもあり、『文選』は「還（また）」とする[10]。『文選』の李周翰の注釈に「飛鳥昼遊んで夕に相与（とも）に山林に帰る。此れ天性を得て自ら任ずる者なり」とあり、この場合は「此の還るに」と読み「鳥の帰る」と解する[10]。
- 「真意」 - 『古詩源』は「真味」とする[10]。「真」は、仮象の奥にあり万象をあらしめる本体[10]、いわば人間を含む自然界が根源的に有する真理[27]を指す。「真意」が何を指すかは、「真実の人生[1]」「人生の真意[28]」「この宇宙の真実、真理[12]」「真実な道理の意味、宇宙人生の真の趣[10]」「真の高遠な趣意、自然の妙趣[11]」「束縛を離れた、自己自身の本然の姿[29]」など、明確な解釈が難しい。「自然の本来あるべき姿」といった意味で、『荘子』の「真とは、天に受くるゆえんなり、自然にして易（か）うべからざるなり。故に聖人は天に法（のっと）って真を貴び、俗に拘わらず」という一説の援用とする注釈もある[30]。

第十句
- 「欲辯已忘言」 - 『老子』に「言う者は知らず、知る者は言わず」とあるが[9][5]、ここでは『荘子』外物篇の「魚（うお）を得て筌（せん）[† 2]を忘れ、意を得て言（げん）を忘る」を踏まえており[31][17]、すなわち物事の深奥を悟った者は人に説明すべき言葉を忘れる、と解される[28]。言い換えれば、『荘子』斉物論篇の「言弁而不及」（言は弁ずれば及ばず、分析的な言葉では真実を捉えることはできない）という老荘的思想が背景にあると言える[32]。『文選』の李周翰の注釈では「我此の真意を言はんと欲すれば、吾も亦自（おのずか）ら真意に入るなり。故に其の言を遺忘して言ふことなきなり」、すなわち真理の趣を会得して満足し、もはや言葉に出さない境地としている[10]。唐の李善の注釈では「言は、意に在る所以なり。意を得て而も言を忘る」、としている[30]。

### 構成
詩全体としては三段構成になっている。
- 第一段（第一〜四句） - 隠者は必ずしも山奥でなく、心の持ちようで人里にも住めるのだという隠者の心構えを述べる[33]。すなわち自分の心が世俗から遠くなれば、住むところが人里であろうと辺鄙な土地も同然だと説く[9]。陶淵明より少し前の王康琚は『反招隠』の詩で「小隠は陵藪（りょうそう）に隠れ、大隠は朝市に隠る」（半端な隠者は山林に隠れ、本物の隠者は町中に隠れる）と述べている[34]。
- 第二段（第五〜八句） - 晩秋の長閑な夕べを描写して隠者の生活を具体的に述べる[22]。何気ない描写ながら、悠然とした奥深さを感じさせる巧みさがあり[9]、「菊の花」「南山」「ねぐらに帰る鳥」は、いずれも陶淵明を象徴するアイコンとなった[33]。菊と南山を併置することで不老長生の願いを[9]、山のねぐらへ帰る鳥たちを描くことで安息の願いを暗示しているとも読める[22]。
- 第三段（第九〜十句） - 隠者の誇りを述べる[33]。「言を忘る」と最後に読者をはぐらかしてしまうところに、世俗的なしたり顔の説明を拒んで[35]「分かりたければ私と同じ生活をしてみよ[9][26]」と突き放す、隠者のプライドがうかがえる[33]。

## 制作
陶淵明は41歳の時に隠棲の資金を作るため彭沢の県令になるが80日で辞任し、そのまま郷里の尋陽柴桑（江西省九江市）へ隠遁し田園生活に入った。『飲酒』に収められた二十首が作られたのは、39歳の秋から冬にかけての時期および隠棲を始めて『帰去来辞』を書いた前後の時期と考えられている
『飲酒』の序文によるとこれら二十首は、毎夜一人で晩酌しながら暇を持て余して酔った勢いで書いた詩を友人にまとめてもらったものであり、順番に意味はないとある。“飲酒”と題しているが酒を主題にするというより、自然の描写や故事の援用を用いながら自分の人生観、感慨、詠嘆を詠んだ詩が多い。第五首の制作年代は不明だが、いずれにせよ隠遁生活の最中、隠遁を始めてすぐの41歳時ないし12年が経った53歳時に柴桑の自邸で詠んだと考えられている。

## 評価
この詩はあらゆる漢詩のなかでも屈指の名作と評されてきている。『文選』には「雑詩」と題して巻三十に収められている。
清の王国維は『人間詞話』で「菊を採る …」以下の句を挙げ、「… 無我の境なり。有我の境は、我を以って物を観る。故に物みな我の色彩に著（つ）く。無我の境は、物を以って物を観る、故に何物の我たると、何物の物たるとを知らず」と論じ、自我と自然が混然と融合した超然の境地を活写したと称賛した。
夏目漱石は『草枕』でこの詩の一節を引き、次のように論評した。

## 影響
この詩は陶淵明の作品の中でも最も人口に膾炙し、古来から親しまれている。特に、詩眼となっている「菊を採る東籬の下、悠然として南山を見る」の二句は、詩を離れそれ単独でも広く知られた、陶淵明の金看板とも言えるフレーズになっている。
中国では初学用の詩文選集に収められ、日本ではかつては中学校の、現在でも高等学校の漢文の教科書に収録されていることが多い。「菊を採る東籬の下」は禅語として秋の茶席に好んで掛けられる。
白居易の詩『淵明に效（なら）ふ』には「時に傾く一壺の酒、座して望む東南の山」という一節がある。小林一茶は「悠然として山を見る蛙（かわず）かな」という句を詠んだ。